# WSAZ-TV
WSAZ-TV（仮想チャンネル3・UHFデジタルチャンネル22）は、アメリカ・ウェストバージニア州ハンティントンに認可されたNBC系列のテレビ局。ミシシッピ川の東にある（地理的面積で）2番目に大きいテレビ市場であるチャールストン-ハンティントン市場にサービスを提供しており、カバレッジエリアには、ウェストバージニア州中部、ケンタッキー州東部、オハイオ州南東部の61の郡が含まれる。アトランタを拠点とするグレイ・テレビジョンが所有しており、オハイオ州ポーツマスのライセンスを受けたThe CW系列のWQCW（チャンネル30）との複占の一部である。両方の放送局は、ハンティントンの5番街にあるスタジオを共有しており、WSAZ-TVは、チャールストンのコロンビア・アベニューに追加のスタジオとニュースルームを維持している。送信所は、ミルトン (ウェストバージニア州)近くのバーカー・リッジにある。

## 歴史

### 初期
ウェストバージニア州で最も古いテレビ局で、1949年11月15日にVHFチャンネル5で放送を開始した。元々、ハンティントン・パブリッシング・カンパニー（Huntington Publishing Company）がハンティントン「ヘラルド＝ディスパッチ」とWSAZラジオ（930 AM、現：WRVC (AM)）と共に所有しており、当時4つのネットワーク（NBC、CBS、ABC、デュモン・テレビジョン・ネットワーク）全てから番組を放送していた。しかし、WSAZラジオはNBCラジオ・ネットワークと長い間提携していたため、NBCの主要な系列局だった。WCHS-TV（チャンネル8）が1954年にチャールストンから開局した際、CBSの所属を引き継ぎ、2つのテレビ局は1年後にハンティントンからWHTN-TV（チャンネル13、現：WOWK-TV）が開局するまでABC番組を共有した。1955年、デュモンが閉局した後、WSAZ-TVは同ネットワークを削除した。これは、主要な所属を変更したことがない市場で唯一の商用放送局である。
コールサインがどのように発信されたかについての1つのストーリーは、ラジオエンジニアのグレン・チェイス（Glenn Chase）がオハイオ州ポメロイ (オハイオ州)から半定期的な放送を始めた1923年のWSAZラジオの起源に由来する。1926年、チェイスが局を動かし続けていたことが一因で、オハイオ川を渡ってハンティントンに移動した。チェイスは後に、彼にとって非常に頭痛の種であると証明したため、それが「Worst Station from A to Z（AからZまでの最悪の放送局）」であることを示すためにコールサイン「WSAZ」を要求したと主張した。より可能性の高い説明は、コールサインが商務省によってシカゴのWSAX（現在は廃局）とニューヨーク州ポート・チェスター (ニューヨーク州)のWSAYの間で順番に割り当てられたというものである。しかし、そのコールサインは「Worst Station from A to Z（AからZまでの最悪の放送局）」の略であり、WSAZラジオ自体が長年のスローガンとしてそれを使用することで広まったという神話は根強く残っている。
1950年、連邦通信委員会（FCC）の許可を得て、シンシナティへのプライベートマイクロ波リンクを構築し、視聴者がNBC番組を生放送で視聴できるようにした。国内初の個人所有のマイクロ波システムの1つとして、（当時）国内で最も小さな都市の1つにテレビ局があることは驚くべき偉業だった。最初の生放送はレイバー・デーの野球の試合が予定されていたが、システムが4時間故障し、WSAZ-TVは近くのホテルで火災の模様を放送することを余儀なくされた。シンシナティのリンクは、1952年にオハイオ州コロンバスのリンクに置き換えられた。
また、1952年に、FCCは「第6回報告と命令（Sixth Report and Order）」を発表したことにより、放送局ライセンスの付与における4年間の凍結が終了し、VHFチャンネル割り当ての再調整が含まれた。その結果、WSAZ-TVはチャンネル3に移動し、シンシナティにあるNBC系列のWLWTとの干渉を軽減した。チャンネルの移動により、ウェストン (ウェストバージニア州)に新しいチャンネル5の放送局のオープニングが作成され、1954年3月にWJPB-TV（現：WDTV）として開局した。周波数スイッチの一部として、FCCはWSAZ-TVに、当時のテレビ局に許可された中で最高である放送電力のブーストを許可した。これにより、殆どは、非常に頑丈な開析高原である広大な表示エリアのより多くを貫通することができた。しかし、国内のテレビ局の規制が正常化されたため、WSAZ-TVの信号強度は1956年に他のテレビ局と同じレベルに低下した。送電鉄塔は、サウスカロライナ州コロンビアのWIS (TV)が1959年に高い鉄塔を起動するまで、北アメリカで最も高い鉄塔だった。

### 後年
ハンティントン・パブリッシングは、1927年にWSAZラジオの株式を買収したことによる見事な見返りとして（1929年にフルコントロールを買収した）、1961年にデトロイトのWJRラジオとミシガン州フリントのWJRT-TVの所有者であるグッドウィル・ステーションズ（Goodwill Stations）にWSAZ-AM-TVを600万ドルで売却した。
グッドウィルは1964年にキャピタル・シティーズ・コミュニケーションズに統合された。キャピタル・シティーズは、トライアングル・パブリケーションズからいくつかの放送局を買収した結果として1971年にWSAZ放送局群をスピンオフし、WSAZラジオはストーナー・ブロードキャスティング（Stoner Broadcasting）に、チャンネル3はリー・エンタープライズにそれぞれ買収された。リーが放送をやめることを決めた後、エミス・コミュニケーションズは2000年に買収した。その後、エミスは2005年にグレイ・テレビジョンに売却した。グレイの買収により、パーカーズバーグにあるNBC系列のWTAP-TV（チャンネル15）の姉妹局となった。
ハンティントンを拠点とするWSAZ-TVは、ウェストバージニア州の州都・チャールストンから50マイル（80 km）離れた場所にある。そのため、1956年にそこにブランチスタジオを開設した。また、1995年にカナワ・バレー（Kanawha Valley）にサービスを提供するためにUHFチャンネル23で低電力リピーターを起動した。チャールストンとその近郊はメインのWSAZ-TV信号を非常によく受信するが、この地域の起伏の多い地形のため、カナワ・バレーの多くではせいぜい限界だった。中継局は2003年にチャンネル16に移動した。

## ニュース運用
主に州での先駆的な地位のために、WSAZ-TVは国内で最も支配的なテレビ局の1つである。記録が保持されて以来、殆どの時間、それは遠く離れた市場のリーダーであり、通常、国内で最も評価の高いニュース番組のいくつかを誇っている。WCHS-TVとWOWK-TVが近づくことは滅多にない。『ジェイ・レノ・ショー』によって開始されたリードイン数が少なかったため、2009年後半から2010年初頭にかけて短期間、WCHS-TVに2番目に接近した。WSAZ-TVが「任意の」時間枠を失ったのはメモリ内で数少ない回数の1つである。2012年5月、アメリカ国内のトップ100のテレビ市場のどの放送局でも18:00に最高評価の夜のニュースを記録し、6:00と17:00のニュース放送はトップ100の中で2位にランクインされた。常にニュース部門に多大なリソースを費やしており、これまで中小規模の市場であったものに対して従来の知識が示唆するよりも高品質の制作番組を生み出してきた。
1956年以来、WSAZ-TVのニュース番組には2人のアンカーがおり、1人はハンティントンのメインスタジオに、もう1人はチャールストンにいた。NBCはこのフォーマットを研究し、ニューヨーク市のチェット・ハントリーとワシントンD.C.のデイヴィッド・ブリンクリーがアンカーを務める『ハントリー＝ブリンクリー・リポート』の基礎として使用した。それ以来、三大ネットワーク全てがこのアプローチを使用してきた。
1995年から2017年まで、WSAZ-TVはW16CEを使用して、視聴者に「分割」ニュース放送を提供していた。平日17:30、18:00、23:00に、番組が「分割」される特定の時点（通常はニュース放送の10〜15分）まで、2人のアンカーが一緒に画面に表示された。ニュース放送の最後の20分間、カナワ・バレーの28の郡のW16CE視聴者とサドンリンク・コミュニケーションズサブスクライバーは、それらを対象としたニュースを見た。主要局の視聴者、他の33郡のケーブル加入者、市場全体の衛星視聴者は、ウェストバージニア州だけでなくケンタッキー州とオハイオ州からの報道を特集したニュース番組を見た。WSAZ-TVは、この概念を「two-city news（2都市ニュース）」と呼んだ。W16CEが閉局した2017年に終了したが、ニュース放送には、ハンティントンに拠点を置く1人のアンカーと、チャールストンに拠点を置く1人のアンカーが引き続き含まれている。前述のニュース放送以外では、全ての番組はハンティントンの施設から発信されている。気象及びスポーツ部門もそこに拠点を置いている。1993年7月、平日の『First at Five』の放送が開始された。
WSAZ-TVは伝統的にNBCの最も強力な系列局の1つであったため、ネットワークは買収するという噂が何度かあった。ただし、NBCユニバーサルは最近、上位15の市場以外の多くの放送局を売却した。ハンティントン-チャールストンは現在70番目の市場である（州内でトップ100に入る唯一の市場）。また、NBCは、上位50の市場の外にあるテレビ局を1つだけ所有している。
グレイ・テレビジョンが買収した直後、WTAP-TVがニュース部門を廃止し、代わりにWSAZ-TVのニュース放送をサイマル放送するという噂が広まった。WSAZ-TVはとにかくパーカーズバーグの出来事を常にカバーしており、その市場のウェストバージニア側でケーブルで長い間利用可能だった。ただし、WTAP-TVはパーカーズバーグで唯一のフルパワー放送局であるため、放送はWSAZ-TVと同じくらいの収入をもたらす。
WSAZ-DT2は、以前は『MyZTV Ten O'Clock News』として知られていた、プライムタイムのニュースを30分間毎晩制作していたが、グレイ・テレビジョンがフルパワーのWQCWを買収した際、WSAZ-TVの22:00のニュースを同局に移動し、放送時間を1時間に拡大した。WSAZ-DT2は現在、平日7:00に『WSAZ NewsChannel 3 Today』の2時間目のみを繰り返す。
高解像度放送に備えるために、2010年後半にハンティントンとチャールストンのニュースルームを改造した。2011年6月26日18:00に、チャールストン-ハンティントン市場で最初の高解像度ニュース放送を開始した。これは、パーカーズバーグの姉妹局・WTAP-TVに続く、ウェストバージニア州で2番目の放送局だった。移行前は、チャールストン-ハンティントン市場は、高解像度または16:9の拡張解像度ワイドスクリーンのいずれかでニュース放送がない場合に最大だった。

## 技術情報

### サブチャンネル
WSAZ-TVのATSC 1.0チャンネルは、他のチャールストン-ハンチントンテレビ局の多重化されたデジタル信号で伝送される。
| デジタルサブチャンネル | 解像度 | アスペクト比 | PSIPショートネーム | 番組編成                         | ATSC 1.0ホスト |
| ---------------------- | ------ | ------------ | ------------------ | -------------------------------- | -------------- |
| 3.1                    | 1080i  | 16:9         | WSAZHD             | メインWSAZ-TV番組編成/NBC        | WQCW           |
| 3.2                    | 480i   | 16:9         | MyZTV              | マイネットワークTV・MeTV         | WVAH-TV        |
| 3.3                    | 480i   | 16:9         | Circle             | サークル (テレビネットワーク)    | WVAH-TV        |
| 3.4                    | 480i   | 16:9         | DABL               | Dabl                             | WOWK-TV        |
| 3.5                    | 480i   | 16:9         | Justice            | トゥルー・クライム・ネットワーク | WCHS-TV        |

2006年9月5日、「MY Z」というブランド名で、この地域のマイネットワークTV（MNT）系列局となる新しい2番目のデジタルサブチャンネルを立ち上げた。デジタルサブチャンネルだが、多くの地元のケーブル会社や衛星プロバイダーのディレクTVは、WSAZ-DT2をシステムの個別のチャンネルとして放送している。当初はプライムタイムのMNT番組以外のインフォマーシャルを放送していたが、2009年8月29日、昼間、深夜、週末にそのネットワークから番組を放送するディスTVとの二次提携を開始した。MY Zは、WSAZ-TVのシンジケート番組のいくつかの2回目の上映も放送した。MY Zも22:00のニュース番組を制作したが、WSAZ-TVの所有者が同局を買収した際に、フルパワーのWQCWに移された。2015年8月26日、WSAZ-TVは、ディスTVを削除し、MeTVネットワークと提携し、7:00のローカルニュースの1時間の繰り返し、18:00〜20:00までと22:00〜翌2:30までのシンジケート番組、週末の終日MeTVで20:00〜22:00までのマイネットワークTV番組を除いて、2:30〜18:00までMeTV番組を放送すると発表した。シンジケート番組の契約が期限切れになると、MeTV番組がそれらの枠に追加された。2021年の時点で、マイネットワークTVの番組は火曜日から土曜日の2:00〜4:00まで放送されており、このサービスの運命はますます一般的になっている。

### アナログ-デジタル変換
WSAZ-TVは、アメリカ国内のフルパワーテレビ局が連邦政府の命令の下でアナログ放送からデジタル放送に移行する当初の目標日である2009年2月17日に、VHFチャンネル3を介したアナログ信号の通常の番組を終了した（後に同年6月12日にプッシュバックされた）。デジタル信号は、移行前のUHFチャンネル23に残った。プログラム及びシステム情報プロトコル（PSIP）を使用することにより、デジタルテレビ受信機は仮想チャンネルを以前のVHFアナログチャンネル3として表示する。

### ATSC 3.0灯台
ステーションのデジタル信号は多重化されている。
| デジタルサブチャンネル | 解像度 | アスペクト比 | PSIPショートネーム | 番組編成                                                      |
| ---------------------- | ------ | ------------ | ------------------ | ------------------------------------------------------------- |
| 3.1                    | 1080p  | 16:9         | WSAZ               | メインWSAZ-TV番組編成/NBC                                     |
| 8.1                    | 720p   | 16:9         | WCHS8              | WCHS-TV/ABCのATSC 3.0サイマル放送                             |
| 11.1                   | 480p   | 16:9         | WVAH-TV            | WVAH-TV/ディケイズ (テレビネットワーク)のATSC 3.0サイマル放送 |
| 13.1                   | 1080p  | 16:9         | WOWKCBS            | WOWK-TV/CBSのATSC 3.0サイマル放送                             |
| 30.1                   | 1080p  | 16:9         | WQCW               | WQCW/The CWのATSC 3.0サイマル放送                             |

### 中継局
| 放送地域免許   | コールサイン | チャンネル | ERP  | HAAT          | 施設ID | 送信所の座標                                                      |
| -------------- | ------------ | ---------- | ---- | ------------- | ------ | ----------------------------------------------------------------- |
| チャールストン | W27EF-D      | 27         | 4 kW | 54 m (177 ft) | 36921  | 北緯38度22分31秒 西経81度39分20秒 / 北緯38.37528度 西経81.65556度 |

チャールストンの中継局・W16CEは、2018年8月16日に、チャンネル27で新しいデジタル信号の建設許可を取得した。この信号は、2020年11月25日に、新しいコールサイン「W27EF-D」で開局された。デジタルチャンネル15の以前の許可は、2015年8月に構築されずに期限切れとなった。

## ハプニング
2022年1月19日、ティム・イル（Tim Irr）がアンカーを務めていた23:00の『WSAZ NewsChannel 3』で、給水管が破裂したダンバー (ウェストバージニア州)のロクセラーナヒルズ・ドライブにある現場から中継で様子を伝えていたリポーターのトリー・ヨーギー（Tory Yorgey）がSUV車に轢かれるというアクシデントが起き、その一部始終が放送された。
ハプニング発生前後、以下のようなやりとりがあった。
ティム・イル:「そして、この寒さで路面が凍結し始めていて、給水管が破裂するなどの影響が出ています」
（ヨーギーが車に轢かれ、カメラが倒れる）

トリー・ヨーギー:「オーマイゴッド!...今、車に轢かれたけど大丈夫です。ティムさん」
当時、ヨーギーは1人でカメラを立ててリポートしており、事故の瞬間、カメラも倒れてしまった。事故を起こした車の運転手が駆け付けて気遣うが、ヨーギーの命に別条はなく、「大学生の時にも車に轢かれたことがある」などと明かしながらカメラを立て直してリポートを続けた。